# 软脑科技
软脑集团（日语：ソフトブレーン株式会社）是一家日本互联网公司，专营企业管理软件开发。

## 历史
1992年宋文洲在北海道札幌市建立，主营土木结构分析系统销售，1998年5月日本总部搬迁至东京都中央区，2000年12月在东京证券交易所中小企业板块挂牌上市，使宋文洲成为第一位在日本创业上市的外国人。2004年6月改为二部上市，2005年6月改为一部上市。2007年主营流程管理软件开发销售。2021年1月19日日本公司从东京证券交易所退市。
1997年成立中国分公司，负责海外开发。2009年日本总部决定将北京公司剥离，宋文洲买下全部股份，使其从一家日资独资企业变成了中国内资企业，宫原武史担任董事长兼总经理，2015年12月1日在新三板挂牌上市，也成为第一家由外国人创业的新三板挂牌企业。